# Магурени (Калараш)
Магурени (рум. Măgureni) насеље је у Румунији у округу Калараш у општини Сарулешти. Oпштина се налази на надморској висини од 31 m.

## Становништво
Према подацима из 2002. године у насељу је живело 55 становника, од којих су сви румунске националности.